# Bundesstraße 197
Pour les articles homonymes, voir B197 et Route 197.
La Bundesstraße 197 est une Bundesstraße du Land de Mecklembourg-Poméranie-Occidentale.

## Histoire
La route d'origine relie au XIXe siècle la province de Poméranie au grand-duché de Mecklembourg-Strelitz. Par conséquent, cette rue est construite en fonction des conditions politiques en deux parties. En 1834, le tronçon appartenant à la Poméranie occidentale allant d'Anklam à Friedland est achevé en tant que première liaison routière de la petite ville de Friedland. Le tronçon de Friedland à Neubrandenbourg, entièrement situé sur le territoire de Strelitz, est construit six ans plus tard, en 1840.
En 1932, la route menant d’Anklam à Usedom devient la Reichsstraße 110. À partir de 1937, la Reichsstraße 110 mène d'Anklam par Demmin à Rostock, tandis que l'ancienne Reichsstraße 110 entre Anklam et Neubrandenburg est renommée Reichsstraße 197.
En 1949, la RDA baptiste la route Fernverkehrsstraße 197. Au moment de la réunification allemande, elle devient la Bundesstraße 197.
Après la construction de la voie de contournement d'Anklam dans les années 1990, la fin de la Bundesstraße, qui se trouvait auparavant dans le centre-ville, est déplacée dans la voie de contournement. Avec la sortie de l'A 20 en 2002, la liaison de Neubrandenbourg-est est déplacée sur un nouvel itinéraire à quatre voies.

## Source
- (de) Cet article est partiellement ou en totalité issu de l’article de Wikipédia en allemand intitulé « Bundesstraße 197 » (voir la liste des auteurs).